# Cophura picta
Cophura picta là một loài ruồi trong họ Asilidae. Cophura picta được Carrera miêu tả năm 1955. Loài này phân bố ở vùng Tân nhiệt đới.